# العلاقات البنمية الغينية
العلاقات البنمية الغينية هي العلاقات الثنائية التي تجمع بين بنما وغينيا.

## مقارنة بين البلدين
هذه مقارنة عامة ومرجعية للدولتين:
| وجه المقارنة                                              | بنما                      | غينيا       |
| --------------------------------------------------------- | ------------------------- | ----------- |
| المساحة (كم2)                                             | 74.18 ألف                 | 245.86 ألف  |
| عدد السكان (نسمة)                                         | 4.10 مليون                | 12.72 مليون |
| الكثافة السكانية (ن./كم²)                                 | 55.27                     | 51.74       |
| العاصمة                                                   | بنما                      | كوناكري     |
| اللغة الرسمية                                             | اللغة الإسبانية           | لغة فرنسية  |
| العملة                                                    | بالبوا بنمي، دولار أمريكي | فرنك غيني   |
| الناتج المحلي الإجمالي (بليون دولار)                      | 61.84 مليار               | 10.50 مليار |
| الناتج المحلي الإجمالي (تعادل القوة الشرائية) بليون دولار | 87.37 مليار               | 15.24 مليار |
| الناتج المحلي الإجمالي الاسمي للفرد دولار أمريكي          | 13.27 ألف                 | 531         |
| الناتج المحلي الإجمالي للفرد دولار أمريكي                 | 20.89 ألف                 | 1.22 ألف    |
| مؤشر التنمية البشرية                                      | 0.780                     | 0.411       |
| رمز المكالمات الدولي                                      | +507                      | +224        |
| رمز الإنترنت                                              | .pa                       | .gn         |
| المنطقة الزمنية                                           | 00                        | 00          |

## منظمات دولية مشتركة
يشترك البلدان في عضوية مجموعة من المنظمات الدولية، منها:
| علم المنظمة | اسم المنظمة                               | تاريخ انضمام بنما | تاريخ انضمام غينيا |
| ----------- | ----------------------------------------- | ----------------- | ------------------ |
|             | يونسكو                                    | 10 يناير 1950     | 2 فبراير 1960      |
|             | الفريق المعني برصد الأرض                  | ?                 | ?                  |
|             | مؤسسة التمويل الدولية                     | 20 يوليو 1956     | 22 أكتوبر 1982     |
|             | المركز الدولي لتسوية المنازعات الاستشارية | 8 مايو 1996       | 4 ديسمبر 1968      |
|             | منظمة حظر الأسلحة الكيميائية              | ?                 | ?                  |
|             | مؤسسة التنمية الدولية                     | 1 سبتمبر 1961     | 26 سبتمبر 1969     |
|             | منظمة التجارة العالمية                    | ?                 | 25 أكتوبر 1995     |
|             | وكالة ضمان الاستثمار متعدد الأطراف        | 21 فبراير 1997    | 5 أكتوبر 1995      |
|             | الاتحاد البريدي العالمي                   | ?                 | ?                  |
|             | منظمة الشرطة الجنائية الدولية             | ?                 | ?                  |
|             | الأمم المتحدة                             | 13 نوفمبر 1945    | 12 ديسمبر 1958     |
|             | البنك الدولي للإنشاء والتعمير             | 14 مارس 1946      | 28 سبتمبر 1963     |

## وصلات خارجية
- موقع وزارة الخارجية البنمية